# Sun Jang
Sun Jang (zjednodušená čínština: 孙杨; tradiční čínština: 孫楊; Pchin-jin: Sūn Yáng) je čínský plavec, držitel světového rekordu. Plave převážně vytrvalecké kraulové tratě. Podle informací britského listu Sunday Times při mimosoutěžní neohlášené kontrole v září 2018 zničil odebrané vzorky své krve kladivem a hrozí mu doživotní distanc. 
Zúčastnil se Letních olympijských her 2008. Na Asijských hrách 2010 vyhrál v asijském rekordu disciplínu 1500m volný způsob. Toto vítězství a další dvě stříbrné medaile mu vynesly ocenění Objev roku 2010 (Rookie of the Year) na udílení sportovních cen Čínské národní televize. Na Mistrovství světa 2011 překonal světový rekord Granta Hacketta, který ho držel přesně deset let a jeden den a byl nejdéle trvajícím světovým rekordem, současně také jediným světovým rekordem, který nebyl překonán v éře supermoderních plavek.

## Největší úspěchy
- Zimní mistrovství Číny 2006 - 1. místo 400m volný způsob a 1500m volný způsob
- Čínský pohár v dálkovém plavání 2006 - 1. místo 10 km
- Čínský pohár 2007 - 1. místo 1500m volný způsob
- Mistrovství Číny 2007 - 1. místo 1500m volný způsob
- Národní meziměstské hry 2007 - 1. místo 1500m volný způsob
- Olympijská kvalifikace 2008 - 2. místo 400m volný způsob
- Olympijské hry 2008 - 8. místo 1500m volný způsob a 28. místo 400m volný způsob
- Mistrovství světa 2009 - 3. místo 1500m volný způsob
- Asijské hry 2010 - 1. místo 1500m volný způsob (asijský rekord)
- Mistrovství světa 2011 - 1. místo 1500m VZ (světový rekord), 1. místo 800m VZ, 3. místo 400m VZ

## Osobní rekordy

### Dlouhý bazén
K srpnu 2012
| Disciplína         | Čas      | Místo   | Datum             | Poznámky |
| ------------------ | -------- | ------- | ----------------- | -------- |
| 200m volný způsob  | 1:44,99  | Wu-chan | 6. dubna 2011     | NR       |
| 400m volný způsob  | 3:40,09  | Ž’-čao  | 23. září 2011     | AS, NR   |
| 800m volný způsob  | 7:30,07  | Šanghaj | 27. července 2011 |          |
| 1500m volný způsob | 14:34,14 | Šanghaj | 31. července 2011 | AS, NR   |
| 1500m volný způsob | 14:31,01 | Londýn  | 4. srpna 2012     | WR       |

pozn. AS - asijský rekord; NR - národní rekord ; WR - světový rekord